# Charles Bukowski
Henry Charles Bukowski (Andernach, Németország, 1920. augusztus 16. – Los Angeles, Kalifornia, 1994. március 9.) német származású amerikai költő, író.
Otthona Los Angeles volt, melynek földrajzi adottságai és atmoszférája erősen befolyásolták munkásságát. Stílusa nagy hatással volt kortársaira, akik gyakran utánozták azt. Ő maga termékeny író volt, több ezer költeményt, több száz novellát és hat regényt jegyez; több mint ötven könyve jelent meg nyomtatásban. Rendszeresen emlegetik a skid row (nyomornegyed) koszorús költőjeként.

## Élete

### A korai évek
Charles Bukowski a németországi Andernach-ban született 1920-ban Heinrich Karl Bukowski néven. Édesanyja a német Katharina Fett édesapjával, a német-amerikai katonával az első világháború után találkozott. Bár Bukowski apja Amerikában született, apai nagyapja szintén németországi születésű volt. A család nevének eredete lehet lengyel vagy ukrán is. A buk szó lengyelül, ukránul, szlovákul, csehül és bolgárul is bükkfát jelent. Szülei katolikusok voltak, és fiukat is katolikusnak nevelték. Bukowski vonzódást és szeretetet mutatott sok költeményében Németország iránt.[forrás?]
A német gazdaság első világháború utáni összeomlását követően a család Baltimore-ba költözött 1923-ban. A könnyebb beilleszkedés érdekében szülei elkezdték Henrynek hívni és ettől a pillanattól fogva a családnevüket is angolosabban hangzóan ejtették. 1926-ban, miután gyűjtöttek valamennyi pénzt, a család ismét költözött, ezúttal Los Angeles egyik elővárosába, ahol apja családja élt. Bukowski gyerekkorában apja gyakran munkanélküli volt, és Bukowski szerint ez idő tájt rendszeresen zaklatta verbálisan és pszichésen is (ahogy azt részletezte a Ham on Rye című önéletrajzi jellegű regényében).[forrás?]

### Halála
1994. március 9-én halt meg a Kaliforniai San Pedróban. Halálát leukémia okozta. Nem sokkal halála előtt fejezte be utolsó regényét, amely magyarul Ponyva címmel jelent meg. Sírját a „Don't Try” felirat díszíti.

## Művei

### Regények
- A kezdő (Cartaphilus Kiadó, 2008) ISBN 978-963-266-073-8
- Hollywood (Cartaphilus Kiadó, 2008) ISBN 978-963-266-012-7
- Nők (Cartaphilus Kiadó, 2007) ISBN 978-963-7448-27-0
- Ponyva (Cartaphilus Kiadó, 2005) ISBN 963-7448-10-1
- Tótumfaktum[6] (Cartaphilus Kiadó, 2007) ISBN 978-963-7448-74-4
- Posta (Cartaphilus Kiadó, 2006) ISBN 963-7448-15-2

### Novelláskötetek
- Egy vén kujon jegyzetei (Ferenczy Könyvkiadó, 1995) ISBN 963-8258-24-1
- A semmitől délre (Cartaphilus Kiadó, 2009) ISBN 978-963-266-101-8
- Forró vízi zene (Cartaphilus Kiadó, 2010)
- Confessions of a Man Insane Enough to Live with Beasts (1965)
- All the Assholes in the World and Mine (1966)
- Notes of a Dirty Old Man (1969)
- Erections, Ejaculations, Exhibitions, and General Tales of Ordinary Madness (1972)
- Tales of Ordinary Madness (1983)
- Portions from a Wine-stained Notebook: Short Stories and Essays (2008) ISBN 978-0-87286-492-4.
- Absence of the Hero (2010)
- The Most Beautiful Woman in Town (1983)

### Verseskötetek
- Flower, Fist, and Bestial Wail (1960)
- Poems and Drawings (1962)
- Longshot Poems for Broke Players (1962)
- Run With the Hunted (1962)
- It Catches My Heart in its Hands (1963)
- Crucifix In A Deathhand (1965)
- Cold Dogs in the Courtyard (1965)
- The Genius of the Crowd (1966)
- 2 by Bukowski (1967)
- The Curtains are Waving (1967)
- At Terror Street and Agony Way (1968)
- Poems Written Before Jumping Out of an 8 story Window (1965)
- A Bukowski Sampler (1969)
- The Days Run Away Like Wild Horses Over the Hills (1969)
- Fire station (1970)
- Mockingbird Wish Me Luck (1972)
- Me and Your Sometimes Love Poems (1972)
- While the music played (1973)
- Burning in Water, Drowning in Flame (1974)
- Africa, Paris, Greece (1975)
- Scarlet (1976)
- Maybe Tomorrow (1977)
- Love is a Dog from Hell (1977)
- Play the Piano Drunk Like a Percussion Instrument Until the Fingers Begin to Bleed a Bit (1979)
- Dangling in the Tournefortia (1982)
- War All the Time (1984)
- You Get So Alone at Times That It Just Makes Sense (1986)
- The Roominghouse Madrigals (1988)
- Septuagenarian Stew: Stories & Poems (1990)
- The Last Night of the Earth Poems (1996)
- Betting on the Muse: Poems and Stories (1996)
- Bone Palace Ballet (1998)
- What Matters Most Is How Well You Walk Through the Fire (1999)
- Open All Night (2000)
- The Night Torn Mad with Footsteps (2001)
- Sifting Through the Madness for the Word, the Line, the Way (2003)
- as Buddha smiles (2003)
- The Flash of the Lightning Behind the Mountain (2004)
- Slouching Toward Nirvana (2005)
- Come On In! (2006)
- The People Look Like Flowers At Last (2007)
- The Pleasures of the Damned (2007)
- The Continual Condition (2009)

### Egyéb munkái
- Barfly – Forgatókönyv

## Magyarul
- Egy vén kujon jegyzetei; ford., utószó Balázs Attila, Ferenczy, Bp., 1995
- Tótumfaktum; vál., szerk. Virág Zoltán, ford. Domokos Tamás, Fenyvesi Ottó, Virág Zoltán; Messzelátó, Szeged, 2003 (Fosszília, 4. évf. 5/6. sz.)
- Ponyva; ford. Pritz Péter; Cartaphilus, Bp., 2005
- Posta; ford. Pritz Péter, Bajtai Zoltán; Cartaphilus, Bp., 2006
- Tótumfaktum; ford. Pritz Péter; Cartaphilus, Bp., 2007
- Nők; ford. Pritz Péter; Cartaphilus, Bp., 2007
- A kezdő; ford. Pritz Péter; Cartaphilus, Bp., 2008
- Hollywood; ford. Vizi Katalin; Cartaphilus, Bp., 2008
- A semmitől délre; ford. Pritz Péter; Cartaphilus, Bp., 2009
- Forró vízi zene; ford. Pritz Péter; Cartaphilus, Bp., 2010
- Shakespeare ilyet nem csinált; fotó Michael Montfort, ford. Pritz Péter; Cartaphilus, Bp., 2011
- Vegyes felvágott; ford. Pritz Péter; Trubadúr, Bp., 2013
- Egy vén kujon jegyzetei; ford., utószó Balázs Attila; Helikon, Bp., 2014
- Egy vén kujon további feljegyzései; ford. Pritz Péter; Trubadúr, Bp., 2016
- Macskák; ill. drMáriás, ford. Pritz Péter; Trubadúr, Bp., 2017
- Hollywood; ford. Pritz Péter; Trubadúr, Bp., 2017
- A város legszebb nője; ford. Pritz Péter, Bajtai Zoltán; Vörösbegy, Bp., 2024
- A hétköznapi őrület meséi; ford. Pritz Péter, Bajtai Zoltán; Vörösbegy, Bp., 2024
- A város legszebb nője; ford. Pritz Péter, Bajtai Zoltán; 2. jav. kiad.; Vörösbegy, Bp., 2024